# Ильин, Александр Анатольевич (учёный-радист)
Александр Анатольевич Ильин (род. 19 марта 1941) — советский и российский ученый, специалист в области радиосвязи на морском флоте, кандидат технических наук, профессор.

## Образование
Радиотехнических факультет ЛВИМУ им. адм. С. О. Макарова (радиоинженер по специальности «Радиотехника», 1964 г.)
Окончив аспирантуру альма-матер, в 1971 году защитил диссертацию на соискание ученой степени кандидата технических наук.
Ученые звания доцента, старшего научного сотрудника, профессора присваивались по специальности «Теоретические основы радиотехники».

## Преподавательская и административная работа в высшей школе
Работал в ГУМРФ им. адм. С. О. Макарова (ЛВИМУ — ГМА им. адм. С. О. Макарова).
С 1985 по 1997 гг. исполнял обязанности начальника Радиотехнического факультета.
С 1985 года по 2021 — начальник кафедры радиосвязи на морском флоте.

## Научная деятельность
Профессор А. А. Ильин является автором более 150 научных, научно- и учебно-методических работ (монографий, учебников и учебных пособий, статей в ведущих отечественных и зарубежных научных журналах) по радиосвязи на морском флоте

## Прочая профессиональная деятельность
В 1976—1980 гг. работал советником при Управлении морских учебных заведений в Республике Куба.

## Избранные труды
Ильин А. А. Графо-аналитический метод для оценки эффективности систем спутниковой связи / А. А. Ильин, П. С. Дубчук, Ю. Г. Ксенофонтов // Сборник научных трудов профессорско-преподавательского состава Государственного университета морского и речного флота имени адмирала С. О. Макарова : сборник научных статей. — Санкт-Петербург: Федеральное государственное бюджетное образовательное учреждение высшего образования Государственный университет морского и речного флота им. адмирала С. О. Макарова, 2017. — С. 243—246.
Ильин А. А. Дальность связи и «мёртвая зона» системы беспроводной связи с судами / А. А. Ильин, П. С. Дубчук, Ю. Г. Ксенофонтов // Сборник научных трудов профессорско-преподавательского состава Государственного университета морского и речного флота имени адмирала С. О. Макарова : сборник научных статей. — Санкт-Петербург: Федеральное государственное бюджетное образовательное учреждение высшего образования Государственный университет морского и речного флота им. адмирала С. О. Макарова, 2017. — С. 246—252.
Ильин А. А. Двухрезонансная антенна круговой поляризации на основе микрополосковых патчей / А. А. Ильин, М. А. Русина, Ю. Г. Ксенофонтов // Сборник научных трудов профессорско-преподавательского состава Государственного университета морского и речного флота имени адмирала С. О. Макарова : сборник научных статей. — Санкт-Петербург: Федеральное государственное бюджетное образовательное учреждение высшего образования Государственный университет морского и речного флота им. адмирала С. О. Макарова, 2017. — С. 252—257.
Ильин А. А. Кодирование в морских системах спутниковой связи четвёртого поколения / А. А. Ильин // Сборник научных трудов профессорско-преподавательского состава Государственного университета морского и речного флота имени адмирала С. О. Макарова, Санкт-Петербург, 10—13 марта 2014 года. — Санкт-Петербург: Федеральное государственное бюджетное образовательное учреждение высшего профессионального образования Государственный университет морского и речного флота им. адмирала С. О. Макарова, 2014. — С. 19—22.

## Награды
Почетный радист;
Почётный работник морского флота.